# Pannaipuram
Pannaipuram es una ciudad y nagar Panchayat situada en el distrito de Theni en el estado de Tamil Nadu (India). Su población es de 9323 habitantes (2011). Se encuentra a 29 km de Theni.

## Demografía
Según el censo de 2011 la población de Pannaipuram era de 9323 habitantes, de los cuales 4627 eran hombres y 4696 eran mujeres. Pannaipuram tiene una tasa media de alfabetización del 74,93%, inferior a la media estatal del 80,09%: la alfabetización masculina es del 82,58%, y la alfabetización femenina del 67,58%.